# 1433
| [ Edytuj tabelę ]                          | |
| Król Polski                                | - 1386 Władysław II Jagiełło 1434 |
| Współksiążęta Andory                       | - 1416 Francesc de Tovia 1436 - 1412 Jan I 1436 |
| Król Anglii                                | - 1422 Henryk VI 1461 |
| Król Aragonii i Walencji, hrabia Barcelony | - 1416 Alfons V Aragoński 1458 |
| Władca Azteków                             | - 1427 Itzcoatl 1440 |
| Elektor Brandenburgii                      | - 1415 Fryderyk I 1440 |
| Książę Bawarii-Ingolstadt                  | - 1413 Ludwik VII Brodaty 1443 |
| Książę Bawarii-Landshut                    | - 1393 Henryk XVI Bogaty 1450 |
| Książę Bawarii-Monachium                   | - 1397 Ernest 1438 |
| Książę Burgundii                           | - 1419 Filip III Dobry 1467 |
| Cesarz Bizancjum                           | - 1425 Jan VIII Paleolog 1448 |
| Sułtan Brunei                              | - 1425 Sharif Ali 1433 - 1433 Sulaiman 1473 |
| Cesarz Chin                                | - 1425 Xuande 1435 |
| Król Cypru                                 | - 1432 Jan II 1458 |
| Król Czech                                 | - 1420 bezkrólewie 1436 |
| Król Danii                                 | - 1396 Eryk Pomorski 1439 |
| Dalajlama                                  | - 1391 Gendun Drup 1474 |
| Władca Egiptu                              | - 1422 Barsbaj 1437 |
| Cesarz Etiopii                             | - 1430 Tekle Marjam 1433 - 1433 Syrue Ijesus 1433 - 1433 Amde Ijesus 1434                                                                                           |
| Król Francji                               | - 1422 Karol VII 1461 |
| Król Gruzji                                | - 1412 Aleksander 1442 |
| Hrabia Holandii                            | - 1417 Jakobina Bawarska 1433 - 1433 Filip III Dobry (z Burgundii) 1467                                                                                             |
| Władca Inków                               | - 1410 Viracocha 1438 |
| Cesarz Japonii                             | - 1428 Go-Hanazono 1464 |
| Kalif                                      | - 1414 Al-Mu’tadid II 1441 |
| Król Kastylii i Leónu                      | - 1406 Jan II Kastylijski 1454 |
| Patriarcha Konstantynopola                 | - 1416 Józef II 1439 |
| Władca Korei                               | - 1418 Sejong Wielki 1450 |
| Najwyższy książę litewski                  | - 1401 Jagiełło 1434 |
| Wielki książę litewski                     | - 1432 Zygmunt Kiejstutowicz 1440 |
| Cesarz Majapahitu                          | - 1429 Suhita 1447 |
| Sułtan Maroka                              | - 1421 Abdulhak II 1465 |
| Książę Mediolanu                           | - 1412 Filip Maria 1447 |
| Wielki książę moskiewski                   | - 1425 Wasyl II Ślepy 1462 |
| Król Nawarry                               | - 1425 Blanka I z Nawarry i Jan II Aragoński 1441 |
| Król Norwegii                              | - 1396 Eryk Pomorski 1442 |
| Sułtan Omanu                               | - 1406 Machzum ibn al-Fallah 1435 |
| Elektor Palatynatu                         | - 1410 Ludwik III 1436 |
| Papież                                     | - 1431 Eugeniusz IV 1447 |
| Król Portugalii                            | - 1385 Jan I 1433 - 1433 Edward I 1438 |
| Cesarz Rzymski (niemiecki)                 | - 1410 Zygmunt Luksemburski 1437 |
| Kapitanowie Regenci San Marino             | - 1432 Sante Lunardini Tommaso di Antonio 1433 - 1433 Antonio di Simone Belluzzi Andrea di Cecco 1433 - 1433 Antonio di Benedetto Barnaba di Antonio Lunardini 1434 |
| Despota Serbii                             | - 1429 Jerzy I Branković 1456 |
| Elektor Saksonii                           | - 1428 Fryderyk II Łagodny 1464 |
| Król Szkocji                               | - 1406 Jakub I 1437 |
| Król Szwecji                               | - 1396 Eryk XIII Pomorski 1439 |
| Król Tajlandii                             | - 1424 Borommaracha Thirat II 1448 |
| Sułtan Turków                              | - 1421 Murad II 1444 |
| Doża Wenecji                               | - 1423 Francesco Foscari 1457 |
| Król Węgier                                | - 1387 Zygmunt Luksemburski 1437 |
| Cesarz Wietnamu                            | - 1428 Lê Lợi 1433 - 1433 Lê Thái Tông 1442 |
| Wielki mistrz zakonu krzyżackiego          | - 1422 Paul Bellitzer von Russdorff 1441 |

Rok 1433 / MCDXXXIII
stulecia: XIV wiek ~
XV wiek ~
XVI wiek

lata: 1423 «
1428 «
1429 «
1430 «
1431 «
1432 «
1433
» 1434
» 1435
» 1436
» 1437
» 1438
» 1443

## Wydarzenia w Polsce
- 9 stycznia – Władysław Jagiełło wydał przywilej krakowski, będący powtórzeniem przywileju jedleńskiego, gwarantujący wolność osobistą szlachty.
- 17 kwietnia – wojny husyckie: rozpoczęła się bitwa żorska, stoczona podczas wojny o sukcesję korony czeskiej.
- 19 kwietnia – zjazd w Kaliszu, na którym Jagiełło zawiera sojusz z Janem I żagańskim, Henrykiem IX Starszym głogowskim oraz książętami oleśnickimi przed planowaną wyprawą polsko-husycką przeciwko Krzyżakom.
- 13 maja:
  - wojna polsko-krzyżacka: w bitwie pod Trzebnicą książę raciborski Mikołaj V pokonał księcia głogówecko-prudnickiego Bolka V.
  - wojny husyckie: zwycięstwem wojsk antyhusyckich zakończyła się bitwa żorska.
- 7 czerwca:
  - wojna polsko-krzyżacka: wojska husyckie Jana Čapka i polskie pod dowództwem Piotra Szafrańca zdobyły i zniszczyły Strzelce Krajeńskie dokonując rzezi mieszkańców[1].
- 9 czerwca:
  - wojna polsko-krzyżacka: wojska polskie niszcząc Nową Marchię dotarły pod Gorzów Wielkopolski.
  - wojna polsko-krzyżacka: wojska polskie zdobyły zamek w Santoku.
- Lipiec-sierpień – wojna polsko-krzyżacka: nieudane oblężenie Chojnic.
- 15 sierpnia – wojna polsko-krzyżacka: wojska królewskie ruszają spod Chojnic w kierunku Gdańska.
- 4 września – wojna polsko-krzyżacka: wojska polsko-husyckie docierają nad Bałtyk niszcząc posiadłości Krzyżaków.
- 13 września – wojna polsko-krzyżacka: rozejm z Krzyżakami w Jasieńcu (ważny do Bożego Narodzenia).
- 15 grudnia – zawarto polsko-krzyżacki rozejm w Łęczycy na 12 lat.

## Wydarzenia na świecie
- 31 maja – Zygmunt Luksemburski został cesarzem rzymskim.
- 14 sierpnia – Edward I został królem Portugalii.
- 21 września – w bitwie pod Hiltersried rycerstwo z Palatynatu rozgromiło wojska Husytów.

## Urodzili się
- 27 września – św. Stanisław, zwany Kazimierczykiem, kapłan i kaznodzieja (zm. 1489)
- 19 października – Marsilio Ficino, filozof humanistyczny (zm. 1499)
- Stefan III Wielki – hospodar Mołdawii (zm. 1504)
- Marcin Bylica, polski astronom i astrolog (zm. 1493)

## Zmarli
- 14 kwietnia – Ludwina z Schiedam, holenderska święta katolicka (ur. 1380)
- 14 sierpnia – Jan I Dobry, król Portugalii (ur. 1357)
- 23 lipca – Pavel Kravař, czeski lekarz, husycki emisariusz. (ur. ok. 1391)
- 1 grudnia – Go-Komatsu, cesarz Japonii (ur. 1377)
- data dzienna nieznana:
  - Giovani II Crispo, władca księstwa Naksos (ur. 1388)